# Yan Hayashi
Yan Hayashi é um empresário brasileiro do ramo do entretenimento. Responsável pela carreira de estrelas da música nacional como Pabllo Vittar e Urias, atua também na produção de eventos e festas em São Paulo (SP), Rio de Janeiro (RJ), Uberlândia (MG) dentre outras cidades do país.[carece de fontes?]

## Biografia
Yan Hayashi nasceu em Barretos, interior do estado de São Paulo, mas mudou-se para Uberlândia ainda criança.[carece de fontes?]
Iniciou graduação no curso de Administração, mas, desde cedo, dedicou-se à produção de festas e eventos, tendo deixado a carreira acadêmica para focar no desenvolvimento de projetos ligados ao entretenimento.
Foi proprietário e sócio de bares, restaurantes e casas noturnas. Em 2014, passou a produzir e atuar como empresário de quem mais tarde iria se tornar a drag queen "mais popular do planeta": Pabllo Vittar, que coleciona prêmios internacionais, recordes, e figura como um dos maiores nomes do pop nacional e internacional, tendo sido reconhecida em 2024 pelo periódico The New York Times como "the world's next big drag queen" e participado, naquele mesmo ano, da apresentação histórica da Madonna em Copacabana.
É identificado pela cantora como "pai" dada a proximidade da relação. Mais tarde, passou também a atuar como empresário de outras artistas, como a cantora Urias, com carreira internacionalmente premiada.